# Игњатија
Игњатија је женско име латинског порекла (лат. Igantius), које потиче од латинске речи ignis, што значи „огањ“ (српски облик би био Огњена или Огњенка). Мушки парњак имена је Игњатије.
Игнација (мађ. Ignácia) је облик који се користи у мађарском језику. Мушки парњак имена је Игнац (мађ. Ignác).

## Имендан
- 31. јул